# Val-de-la-Haye
Val-de-la-Haye è un comune francese di 694 abitanti situato nel dipartimento della Senna Marittima nella regione della Normandia.

## Società

### Evoluzione demografica
Abitanti censiti